# 恋する奇跡
「恋する奇跡」（こいするミラクル）は、極上生徒会遊撃部+車両部のシングル。2005年7月21日にスターチャイルドから発売された。

## 概要
表題曲「恋する奇跡」は、テレビアニメ『極上生徒会』の後期エンディングテーマとして使用された。極上生徒会遊撃部の飛田小百合、角元れいん、和泉香の3人と、車両部のシンディ真鍋により構成されたグループで、各キャラを演じている川澄綾子、松岡由貴、斎藤千和、川上とも子の4人で歌っている。
カップリング曲「My Friend」は、極上生徒会隠密部の桂聖奈役の佐久間紅美、桜梅歩役の仙台エリ、矩継琴葉役の植田佳奈、自称特別名誉顧問の桂みなも役の辻あゆみの4人で歌っている。3トラック目には、極上生徒会遊撃部+車両部（川澄綾子、松岡由貴、斎藤千和、川上とも子）によるミニドラマ「遊撃のニューフェイス」が収録されている。
ディスクジャケットには飛田小百合、角元れいん、和泉香、プッチャンを嵌めたシンディ真鍋がプリントされている。

## 収録曲
1. 恋する奇跡 [3:39]
歌：極上生徒会遊撃部+車両部
作詞・作曲・編曲：松浦有希
2. MY Friend [5:04] 
歌：佐久間紅美・仙台エリ・植田佳奈・辻あゆみ
作詞・作曲：marhy、編曲：Komp G
3. 極上プチドラマ「遊撃のニューフェイス」 [5:14] 
台詞：川澄綾子・松岡由貴・斎藤千和・川上とも子
4. 恋する奇跡（instrumental）
5. MY Friend（Instrumental）

## 収録アルバム
| 曲名       | アルバム       | 発売日        | 備考           |
| ---------- | -------------- | ------------- | -------------- |
| 恋する奇跡 | 『極上音楽集』 | 2005年11月2日 | ベストアルバム |